# 戰刻夜想曲
《戰刻夜想曲》（日语：戦刻ナイトブラッド），標題直譯為「戰刻夜血」，為一款手機平台上的戰鬥型乙女遊戲，並於2017年10月3日起由東京都會電視台開始播出改編同名電視動畫。日本原版於2019年12月25日終止服務。

## 故事內容
戰刻夜想曲講述生存在神牙中的武將們，為了女主而展開激烈戰鬥的 “戰國戀愛幻想劇”，與之戀愛的軍隊包括織田軍，豐臣軍，上杉軍，武田軍，真田軍和伊達軍。一名名為結月的女子，一天突然穿越到了異世界-神牙，張開眼後便發現自己身處戰場。
後豐臣秀吉所帶領的豐臣軍發現到她，秀吉決定帶她回城。不清楚自己身體內所擁有和「姬神子」一樣的血，招來了種種麻煩。她在個軍隊裡穿梭著，豐臣軍、武田軍、真田軍、上杉軍、伊達軍以及織田軍。從結月出現後，厄魔也頻繁的出現，這當中究竟有什麼問題？

## 登場人物

### 豐臣軍
結月（聲：釘宮理惠）
故事主人公，一天意外穿越到了戰國時代，身上有著和「姬神子」一樣的血，能夠讓「月牙族」的能力覺醒。

豐臣秀吉（聲：花江夏樹）
豐臣軍總帥，吸血鬼，很愛護自己的領土及子民。個性十分開朗，同時偶爾思考簡單，在動畫中和結月說過「妳做我的妻子吧！」並發誓要在結月準備回現代前讓她說出「不想回去」，和信長有著不為人知的過去，身旁總有一隻叫藤吉的猴子。

前田利家（聲：山本一慶）
吸血鬼，雖然本身性格較為衝動，但常常也是壓制衝動行事的秀吉的人，不畏懼前方的敵人，總是直直往前衝。

石田三成（聲：佐佐木喜英）
吸血鬼，沒什麼表情的面癱，從動畫第2集可以看出意外的容易害羞，對於模擬戰略似乎很在行，髮型特殊，比起，一般男性要長的許多，所以扎了辮子。

黑田官兵衛（聲：武內駿輔）
吸血鬼，比起三成是更加的沒表情，和半兵衛時常被秀吉派遣去打探消息，動畫中在結月被上杉軍帶走那之後，和半兵衛負責追查著。

竹中半兵衛（聲：逢坂良太）
吸血鬼，長相秀氣的男孩子，在豐臣軍中和官兵衛時常被秀吉派遣去打探消息，對結月說出「我愛妳，本來我是想帶妳遠走高飛的，去一個沒有秀吉大人，也沒有戰爭的地方」，之後帶著結月跳下懸崖，逃離織田軍手中。

### 武田軍
武田信玄（聲：小西克幸）
武田軍總帥，狼人，性格開朗，身體患有不治之症，曾因為怕苦，把藥藏起來，常被自己的手下拿來開玩笑，從動畫可以看出是喜歡結月的，但本人發誓過終身不娶。

山縣昌景（聲：中島ヨシキ）
狼人，脾氣倔強，比較不擅於和女性交談，動畫中和結月(技術上來說是結月跟著他)一起去為信玄採藥，而被秀吉開玩笑說「孤男寡女在這種地方」。

內藤昌豐（聲：西山宏太朗）
狼人，臉上幾乎隨時面帶微笑，常常隱蔽氣息(無自覺的)偷偷出現，嚇著周遭的人，動畫中表示，結月是第一個嚇得到他的人。

高坂昌信（聲：木村良平）
狼人，在武田軍中有時負責準備藥材，或是打探消息，為人溫柔，但是一旦做起教導的工作可是十分嚴厲。

馬場信春（聲：安元洋貴）
狼人，時常在信玄左右，有時會毫不客氣的指導他，在動畫中，對信玄說他認為信玄和結月很般配，被信玄一句「我發過誓，終身不娶」給回擊。

### 真田軍
真田幸村（聲：山下大輝）
真田軍總帥，狼人，個性溫柔開朗，很受人民愛戴，每當豐臣軍需要幫助時，都會毫不吝嗇的伸出援手，動畫中幫忙找回結月、豐臣軍領地的重建，個性上總是衝動行事，而忘了自己身為總帥的身份，動畫中和結月保證會好好保護她。

真田信之（聲：森久保祥太郎）
狼人，幸村的兄長，性格大方，總是在一旁守護著弟弟幸村，由於本人表示幸村總是衝動行事，完全不顧自己的身份，所以當幸村魯莽行事時，會給予他嚴厲的懲罰(動畫第4集)。

猿飛佐助（聲：村瀨步）
狼人，真田軍旗下的忍者，和才藏時常因為一些芝麻小事(譬如誰的能力比較強)而開始鬥嘴，到了連旁人都不想去管的程度。

霧隱才藏（聲：北村諒）
狼人，真田軍旗下的忍者，時常和佐助鬥嘴，到了連旁人都不想理會的程度。

由利鎌之助（聲：八代拓）
狼人，真田軍旗下的忍者，經常一副疲勞的在一旁發懶打盹，對於一直鬥嘴的佐助與才藏，幾乎只是回答「吵死人了」、「又來了」其餘更多已不想說。

### 上杉軍
上杉謙信（聲：鳥海浩輔）
上杉軍總帥，狼人，個性個性正直為人溫柔，據敵人信玄表示，謙信對於戰鬥，一項都是明著來，不暗算對手，對養子景勝抱有很大的期望，每當戰鬥結束後，都會到寺廟中反思那次戰鬥人們所流下的血，以及他們的犧牲是否有意義，這次戰鬥是否貫徹自己的正義，會彈琵琶安撫亡魂。

上杉景勝（聲：荒牧慶彥）
狼人，謙信的養子，非常敬仰自己的父親，在上杉軍中由於年齡較小，比較無法找人吐露心聲，一直希望謙信可以肯定自己，所以不斷提升著自己的能力，但因自己仍有些膽怯，動畫中受到結月鼓勵才提起自信，接受謙信給他的任務。

直江兼續（聲：柿原徹也）
狼人，和景勝在上杉軍中屬較年幼者，對他人會先保持適當距離，動畫中一開始是不太相信結月的，時常陪景勝一起習劍，或是研讀戰略，根據上杉軍其他人說，小的時候非常挑食。
甘粕景持（聲：綠川光）
狼人，為人溫和友善，在上杉軍中有時負責醫療處理，和景家是較和謙信聊得起來的人。

柿崎景家（聲：興津和幸）
狼人，時常糊里糊塗、忘東忘西，和景持是較和謙信聊得來的人。

### 織田軍
織田信長（聲：森川智之）
織田軍總帥，吸血鬼，從外表看來冷酷無情，在一些政策上不被人民給認同，其實全是為了人民好，想得到結月好實現天下統一的目標。

森蘭丸（聲：小林裕介）
吸血鬼，在信長左右服侍著他，一直以來都絕對的敬仰著信長，絕不許任何人說信長壞話，會突然變得很兇，要不平時是很溫柔的。
明智光秀（明智光秀，聲：島崎信長）
吸血鬼，過去曾經背叛過信長的家臣，不過信長等人如今對他則是有著深厚的信賴，曾經背叛過信長一次的男人，但是他得到了信長的原諒，為了報答這份恩情，發誓一輩子效忠信長，個性認真，會默默將工作完成。
柴田勝家（柴田勝家，聲：森田成一）
吸血鬼，在戰場上值得信任的家臣，他是信長十分信賴的家臣之一，天生的武人，在動腦之前會先動身進攻，在戰場上身為前鋒相當活耀，雖然外表及舉動都會讓人生畏，不過他也有著重情意，可靠的一面。
丹羽長秀（丹羽長秀，聲：前野智昭）
吸血鬼，侍奉時間最久的家臣，在織田軍中是侍奉較久的家臣之一，雖然不會積極參與行動，不過善於變通，讓他在戰場及政治上都無往不利，是織田軍中不可或缺的人物。

### 伊達軍
伊達政宗（聲：梅原裕一郎、森下由樹子（年幼期））
伊達軍總帥，自尊心高的獨眼異端兒且性格彆扭傲嬌，在戰場上擅長奇襲，讓節奏亂掉、敵人產生混亂，興趣是鷹狩和料理
特技為寫信，喜歡的食物是伊達捲和酒，討厭刺鼻的東西。
伊達成實（聲：岡本信彥）
有武之成實的稱號，絕不撤退，是伊達軍中首屈一指的強者，是政宗的弟弟、左右手、友人，意志力強，反抗心也很強，
雖然總是精力充沛、堅強，其實很脆弱容易受傷，興趣是游泳，特技為鼻子很靈，喜歡的食物是麥芽糖，討厭醃漬食物。
片倉小十郎（聲：佐藤拓也、佐藤優希（年幼期））
被稱作智慧的小十郎，是伊達軍的名參謀，擅長照顧別人，對政宗而言就像是他的左右手和哥哥，興趣是吹笛，擅長劍術
喜歡羊羹，討厭菇類。

## 電視動畫
2017年10月到12月期間於TOKYO MX頻道上播放，旁白由村瀨克輝負責。

### 製作團隊
- 原作 -《戰刻夜想曲》（Otomate×KADOKAWA×Marvelous）[1]
- 導演 - 菊池勝也[1]
- 系列構成 - 柿原優子[1]
- 人物設計 - 小松原聖、奥山鈴奈、中田知里[1]
- 道具設計 - 石本剛啓、ヒラタリョウ
- 色彩設計 - 松山愛子[1]
- 美術監督、美術設定 - 中原英統[1]
- 攝影監督 - 今泉秀樹[1]
- 編輯 - 櫻井崇[1]
- 音響監督 - 橫田知加子[1]
- 音樂 - 堀向直之[1]
- 音樂製作人 - 佐佐木惠里奈、本多洋一
- 音樂製作 - 朝日電視台音樂[1]
- 製作人 - 加藤正純、王懿、中島純、吉原雄介
- 動畫製作人 - 櫻井崇、河井敬介
- 動畫製作 - 颱風Graphics[1]
- 製作 - 戰刻夜想曲製作委員會（Marvelous、JY Animation、波麗佳音、朝日電視台音樂、Live Viewing Japan）

### 主題曲
作詞皆由テルジヨシザワ負責。
片頭曲（第2話 - 第12話）
作曲 - テルジヨシザワ / 編曲 - 大西省吾 / 演唱 - 織田信長（森川智之）、豊臣秀吉（花江夏樹）、上杉謙信（鳥海浩輔）、武田信玄（小西克幸）、真田幸村（山下大輝）、伊達政宗（梅原裕一郎）
片尾曲
「HEN-GEN-JI-ZAI」（第1話、第2話、第5話、第11話）
作曲 - テルジヨシザワ / 編曲 - テルジヨシザワ、tkr / 演唱 - 豊臣秀吉（花江夏樹）
「VICTORIOUS」（第3話）
作曲・編曲 - 児嶋亮介 / 演唱 - 武田信玄（小西克幸）
「Moonlight Beam」（第4話）
作曲・編曲 -草野将史 / 演唱 - 真田幸村（山下大輝）
「正義論」（第6話）
作曲 - 佐佐木久夫 / 編曲 - 伊橋成哉 / 演唱 - 上杉謙信（鳥海浩輔）
（第7話）
作曲 - 伊橋成哉、澤田達成、WOKUYAMA / 編曲 - 伊橋成哉 / 演唱 - 伊達政宗（梅原裕一郎）
（第8話、第9話、第10話）
作曲 - 佐佐木久夫 / 編曲 - 大西省吾 / 演唱 - 織田信長（森川智之）
（第12話）
作曲 - テルジヨシザワ / 編曲 - 大西省吾 / 演唱 - 織田信長（森川智之）、豊臣秀吉（花江夏樹）、上杉謙信（鳥海浩輔）、武田信玄（小西克幸）、真田幸村（山下大輝）、伊達政宗（梅原裕一郎）

### 各話列表
| 話數   | 日文標題 | 中文標題        | 腳本                | 分鏡              | 演出       | 作畫監督 | 總作畫監督                  |
| ------ | -------- | --------------- | ------------------- | ----------------- | ---------- | --- | --------------------------- |
| 第1話  |          | 神牙Supremacy   | 柿原優子            | 菊池カツヤ        | 菊池カツヤ | 後藤潤二、佐藤このみ 渡邊はるか                                                                                                  | 小松原聖、中田知里          |
| 第2話  |          | 豐臣Attack      | 柿原優子            | 伊藤浩二          | 藤原和和   | 齋藤香織、清水勝祐 中島美子、齊藤和也 服部益實、後藤潤二                                                                         | 奧山鈴奈、小松原聖          |
| 第3話  |          | 武田Banquet     | 綾奈由仁子          | 柳瀨雄之          | 柳瀨雄之   | 後藤潤二、五十川久史 神田岳、佐藤このみ 二宮奈那子 清水勝祐、岩永浩輔                                                            | 中田知里、小松原聖          |
| 第4話  |          | 真田Familiar    | 金杉弘子            | 西島克彥          | 村上勉     | 柳野龍男、滝川和男 飯塚葉子、櫻井拓郎                                                                                            | 奧山鈴奈、小松原聖          |
| 第5話  |          | 暴走Feeling     | 柿原優子            | 柳澤哲也          | 長濱亘彥   | 後藤潤二、神田岳 朝岡卓矢、渡邊はるか 中島美子、日高真由美 柳瀨雄之、關根千奈未 清水勝祐、齋藤香織 服部益實、櫻井拓郎            | 小松原聖、中田知里          |
| 第6話  |          | 上杉Discord     | 千葉美鈴            | 大畑晃一          | 藤原和和   | 中熊太一 佐藤このみ、柳瀨雄之 飯飼一幸、川添亞希子 中村佑美子                                                                    | 奧山鈴奈、小松原聖          |
| 第7話  |          | 伊達Double Face | 金杉弘子            | 藏本穗高          | 藏本穗高   | 朝岡卓矢、神田岳 服部益美、五十川久史 後藤潤二、二宮奈那子 岩永浩輔、齋藤香織 大原大、清水勝祐                                   | 中田知里、小松原聖 奧山鈴奈 |
| 第8話  |          | 織田Plunder     | 綾奈由仁子          | 木宮茂            | 小坂春女   | 吉田肇、嘉村弘之 柳瀨雄之、後藤潤二 神田岳、臼田美夫                                                                             | 奧山鈴奈、小松原聖          |
| 第9話  |          | 厄魔Corridor    | 千葉美鈴            | 清水聰            | 西村大樹   | 滝川和男、陳梅花 武智敏光、石橋友紀惠 鳥山冬實、松下清志 中山源太郎                                                              | 中田知里、小松原聖          |
| 第10話 |          | 固執Terminus    | 金杉弘子            | 大畑晃一          | 前園文夫   | 白鳥弘公、飯飼一幸 | 奧山鈴奈、小松原聖          |
| 第11話 |          | 動亂March       | 柿原優子 綾奈由仁子 | 藤原和和          | 藤原和和   | 神田岳、手島典子 二宮奈那子、後藤潤二 齋藤香織、五十川久史 朝岡卓矢、清水勝祐 岩永浩輔、石動仁                                   | 中田知里、小松原聖          |
| 第12話 |          | 戰刻Night Blood | 柿原優子            | 西島克彥 柳澤哲也 | 山口賴房   | 大塚明、ハンミンギ 伊藤浩二、小川麻衣 中熊太一、冨永一仁 河島久美子、松下純子 川添亞希子、大槻ちえ 田中誠輝、林あすか 菊池カツヤ | 小松原聖、奥山鈴奈 中田知里 |

### 播放電視台
日本深夜動畫：下文記載的日本国内播放時間使用日本標準時間（UTC+9）表示。因為部分時間标识會採用30小时制，因此請留意这类超过24:00的时间，其實際播放時間為翌日清晨。
| 播放日期                       | 播放時間                           | 播放電視台               | 播放地域 | 備註                    |
| ------------------------------ | ---------------------------------- | ------------------------ | -------- | ----------------------- |
| 2017年10月3日 - 12月26日       | 星期二 23:00 - 23:30（星期二晚上） | 東京都會電視台(TOKYO MX) | 東京都   |                         |
|                                | 星期二 00:00 - 00:30（星期二深夜） | SUN電視台                | 兵庫縣   |                         |
|                                | 星期二 02:35 - 03:05（星期二深夜） | 愛知電視台               | 愛知縣   |                         |
|                                | 星期二 03:00 - 03:30（星期二深夜） | 日本BS放送(BS11)         | 日本全國 | BS放送 / 『ANIME+節目』 |
| 2017年10月10日 - 2018年1月09日 | 星期二 01:00 - 01:30（星期二深夜） | 時代劇専門チャンネル     | 日本全國 | CS放送 / 有重播節目     |

| 網路播放日期             | 網路播放時間         | 網路播放平台             | 備註       |
| ------------------------ | -------------------- | ------------------------ | ---------- |
| 2017年10月3日 - 12月26日 | 星期二晚上 23:00更新 | 愛奇藝、優酷網、bilibili | 有簡體字幕 |
| 2017年10月7日 - 12月30日 | 星期六深夜 00:00更新 | 中華電信MOD              | 有繁體字幕 |

## 出版書籍

### 漫畫
由おの秋人作畫，在2017年6月15日發售的Comic Gene月刊7月號雜誌上連載。
| 卷數 | KADOKAWA      | KADOKAWA               | 台灣角川      | 台灣角川               |
| 卷數 | 發售日期      | ISBN                   | 發售日期      | ISBN                   |
| ---- | ------------- | ---------------------- | ------------- | ---------------------- |
| 1    | 2017年9月27日 | ISBN 978-4-04-069420-7 | 2018年6月21日 | ISBN 978-9-57-564268-6 |
| 2    | 2018年3月27日 | ISBN 978-4-04-069764-2 |               |                        |

### 輕小說
由三津留ゆう所撰寫，插圖及美術設計由繪師四季咲組負責。
| 卷數 | 日文標題 | 中文標題                      | KADOKAWA      | KADOKAWA               |
| 卷數 | 日文標題 | 中文標題                      | 發售日期      | ISBN                   |
| ---- | -------- | ----------------------------- | ------------- | ---------------------- |
| 1    |          | 戰刻夜想曲 上杉之陣~掌中之珠~ | 2017年10月1日 | ISBN 978-4-04-106035-3 |

## 外部連結
- 『戰刻夜想曲』遊戲官網 （页面存档备份，存于）（日語）
- 『戰刻夜想曲』遊戲官網（繁體中文）
- TV動畫『戰刻夜想曲』官網 （页面存档备份，存于）（日語）
- TV動畫『戰刻夜想曲』官方推特的X（前Twitter）（日語）